# Dieter Schmidt-Volkmar
Dieter Schmidt-Volkmar (* 3. Februar 1940) ist ein deutscher Sportfunktionär.

## Leben
Schmidt-Volkmar war Basketball-Abteilungsleiter beim USC Freiburg und gehörte gemeinsam mit Klaus Westerhoff und Siegfried Eckert zu den Verantwortlichen, die ab den 1970er Jahren die Entwicklung der USC-Basketballer hin zu einer der größten Basketball-Abteilungen Deutschlands erheblich vorantrieben und dabei nicht zuletzt die Leistungssportkomponente förderten.
Er war mehrere Jahre lang Präsident des Allgemeinen Deutschen Hochschulsportverbandes und Delegationsleiter der deutschen Mannschaft bei mehreren Universiaden. Beruflich war Schmidt-Volkmar als Leitender Ministerialrat im Ministerium für Kultus, Jugend und Sport des Landes Baden-Württemberg tätig. Von 1991 bis 2009 hatte er das Amt des Vorsitzenden des Basketballverbandes Baden-Württemberg (BBW) inne und wurde anschließend zum BBW-Ehrenpräsidenten ernannt. Bereits ab 1985 gehörte er als Vizepräsident für Öffentlichkeitsarbeit zum BBW-Vorstand. Im Oktober 2001 wurde Schmidt-Volkmar das Bundesverdienstkreuz am Bande verliehen.
2007 wurde Schmidt-Volkmar beim Landessportverband Baden-Württemberg ins Präsidentenamt gewählt und trat damit „das höchste Amt im organisierten Sport in Baden-Württemberg“ an. 2010 wurde er wiedergewählt. 2013 bewarb er sich um eine weitere Amtszeit als LSV-Präsident und erhielt im Juli 2013 auf der Mitgliederversammlung in Rust einstimmig die Unterstützung der Delegierten für eine dritte Amtszeit. Im Oktober 2015 gab Schmidt-Volkmar bekannt, auf eine Kandidatur für eine vierte Amtszeit zu verzichten. Somit schied er im Juli 2016 aus dem Amt.